# Городской закон блефа (телесериал)
«Городской закон блефа» (англ. Bluff City Law) - американский драматический телесериал, премьера сериала состоялась 23 сентября 2019 года на канале NBC.
15 июня 2020 года телеканал NBC закрыл телесериал после одного сезона.

## Сюжет
Главная героиня сериала – адвокат Сидни Стрейт – после смерти матери переезжает в родной Мемфис, чтобы работать в юридической фирме отца. Отношения между ними и раньше были хуже некуда, а сейчас, когда Сидни решила вернуться в семью, всё стало ещё сложнее. Осознав, что отступать некуда, папа и дочь стараются наладить взаимное доверие. Вместе в суде они составляют термоядерный тандем, который берётся за дела, казавшиеся бесперспективными. После того, как они оба оказываются за решёткой за неуважение к судье, папа предлагает начать менять систему.

## В ролях

### Основной состав
- Джимми Смитс - Элайджа Стрейт
- Кэйтлин МакГи -  Сидни Стрейт
- Бэрри Слоун - Джейк Рейли
- Майкл Ливуе - Энтони Литтл
- Стоуни Блайден - Эмерсон
- Джейн Эткинсон - Делла Бедфорд
- Мэтт Галлини - Эдгар Сориано
- МаамеЯа Боафо -  Бриана Логан

## Обзор сезонов
| Сезон | Сезон | Эпизоды | Дата показа      | Дата показа    | Рейтинг Нильсона | Рейтинг Нильсона       |
| Сезон | Сезон | Эпизоды | Премьера         | Финал          | Ранк             | Зрители США (миллионы) |
| ----- | ----- | ------- | ---------------- | -------------- | ---------------- | ---------------------- |
|       | 1     | 10      | 23 сентября 2019 | 25 ноября 2019 | 62               | 6,23                   |

## Список эпизодов

### Сезон 1 (2019)
| № общий | № в сезоне | Название                                                       | Режиссёр      | Автор сценария                                                      | Дата премьеры    | Произв. код | Зрители в США (млн) |
| --- | ---------- | -------------------------------------------------------------- | ------------- | ------------------------------------------------------------------- | ---------------- | ----------- | ------------------- |
| 1 | 1          | «Пилот» «Pilot»                                                | Джессика Ю    | История: Дин Георгарис & Майкл Агилар Телепостановка: Дин Георгарис | 23 сентября 2019 | 101         | 4.61                |
| После семейной трагедии главный корпоративный адвокат Сидни Стрейт откладывает многолетние конфликты с ее отцом Элайджей, чтобы вернуться в свою легендарную фирму по защите гражданских прав и взять на себя химическую компанию, продукт которой может вызвать рак.               |            |                                                                |               |                                                                     |                  |             |                     |
| 2 | 2          | «Тебе не нужен метеоролог...» «You Don't Need A Weatherman...» | Адам Дэвидсон | Дин Георгарис                                                       | 30 сентября 2019 | 102         | 4.25                |
| Элайджа и Сидни должны отложить личные чувства в сторону, чтобы помочь группе фермеров, которым грозит опасность потерять все из-за коварной корпоративной схемы. Энтони и Джейк объединяются, чтобы взяться за кажущееся беззаботным дело об украденном рецепте соуса для барбекю. |            |                                                                |               |                                                                     |                  |             |                     |
| 3 | 3          | «От 25 лет до пожизненного» «25 Years to Life»                 | Джон Терлески | Билл Чеис                                                           | 7 октября 2019   | 103         | 3.71                |
| Судьба невинного человека находится в руках Элайджи и Джейка. Тем временем Сидни и Энтони берутся за дело, принесенное им старым профессором, и это может быть больше, чем кажется.                                                                                                 |            |                                                                |               |                                                                     |                  |             |                     |
| 4 | 4          | «Пожар в переполненном театре» «Fire in a Crowded Theater»     | Марк Полиш    | Тейлор Хамра                                                        | 14 октября 2019  | 104         | 3.39                |
| 5 | 5          | «Когда дамба прорвется» «When the Levee Breaks»                | Энди Волк     | Майк Дэниелс                                                        | 21 октября 2019  | 105         | 3.50                |
| 6 | 6          | «The All-American»                                             | Неизвестно    | Неизвестно                                                          | 28 октября 2019  | 106         | 3.56                |
| 7 | 7          | «American Epidemic»                                            | Неизвестно    | Неизвестно                                                          | 4 ноября 2019    | 107         | 3.20                |
| 8 | 8          | «Need to Know»                                                 | Неизвестно    | Неизвестно                                                          | 11 ноября 2019   | 108         | 3.59                |
| 9 | 9          | «Ave Maria»                                                    | Неизвестно    | Неизвестно                                                          | 18 ноября 2019   | 109         | 3.52                |
| 10 | 10         | «Perfect Day»                                                  | Неизвестно    | Неизвестно                                                          | 25 ноября 2019   | 110         | 3.25                |